# Divizia B 2002-2003
Divizia B 2002-2003 a fost a 63-a ediție a Diviziei B, al doilea eșalon fotbalistic al României. Echipele de pe primul loc din fiecare serie au promovat direct în Divizia A la finalul sezonului, cele de pe locul secund au jucat un baraj de promovare.

## Clasament

### Seria I
| Poz | Echipa                     | MJ | V  | E | Î  | GM | GP | G   | Pct | Promovare sau retrogradare       |
| --- | -------------------------- | -- | -- | - | -- | -- | -- | --- | --- | -------------------------------- |
| 1   | Petrolul Ploiești (C) (P)  | 30 | 18 | 7 | 5  | 42 | 19 | +23 | 61  | Promovare în Divizia A           |
| 2   | Gloria Buzău               | 30 | 16 | 7 | 7  | 44 | 31 | +13 | 55  | Calificare la baraj de promovare |
| 3   | FC Onești                  | 30 | 15 | 4 | 11 | 55 | 35 | +20 | 49  |                                  |
| 4   | CS Năvodari                | 30 | 15 | 4 | 11 | 45 | 43 | +2  | 49  |                                  |
| 5   | Politehnica Iași           | 30 | 13 | 7 | 10 | 41 | 32 | +9  | 46  |                                  |
| 6   | Electromagnetica București | 30 | 14 | 4 | 12 | 41 | 46 | −5  | 46  |                                  |
| 7   | Inter Gaz București        | 30 | 11 | 9 | 10 | 37 | 31 | +6  | 42  |                                  |
| 8   | Dacia Unirea Brăila        | 30 | 12 | 6 | 12 | 32 | 31 | +1  | 42  |                                  |
| 9   | Metalul Plopeni            | 30 | 12 | 5 | 13 | 33 | 40 | −7  | 41  |                                  |
| 10  | Unirea Focșani             | 30 | 12 | 5 | 13 | 34 | 35 | −1  | 41  |                                  |
| 11  | Internațional Pitești      | 30 | 12 | 5 | 13 | 41 | 32 | +9  | 41  |                                  |
| 12  | CSM Medgidia               | 30 | 11 | 5 | 14 | 36 | 41 | −5  | 38  |                                  |
| 13  | Cimentul Fieni             | 30 | 10 | 5 | 15 | 31 | 45 | −14 | 35  |                                  |
| 14  | Bucovina Suceava (R)       | 30 | 9  | 7 | 14 | 25 | 38 | −13 | 34  | Retrogradare în Divizia C        |
| 15  | Rulmentul Alexandria (R)   | 30 | 8  | 3 | 19 | 29 | 48 | −19 | 27  | Retrogradare în Divizia C        |
| 16  | Foresta Suceava (R)        | 30 | 7  | 5 | 18 | 26 | 51 | −25 | 26  | Retrogradare în Divizia C        |

Sursa: The Rec.Sport.Soccer Statistics Foundation
Reguli de clasare: 
1) puncte; 2) puncte în meciurile directe; 3) diferența de goluri în meciurile directe; 4) goluri marcate în meciurile directe; 5) diferența de goluri; 6) goluri marcate.
POZ = Poziția în clasament; (C) = Campioană; (R) = Retrogradată; (P) = Promovată; (E) = Eliminată; (O) = Câștigătoare de play-off; (A) = Avansează în runda următoare. 
Aplicabil doar când sezonul nu este terminat: 
(Q) = Calificare în faza competiției indicată; (TQ) = Calificare în competiție, dar încă nu în faza indicată; (RQ) = Calificată în competiția de retrogradare indicată; (DQ) = Descalificată din competiție.

Head-to-Head: rezultatele în meciurile directe sunt folosite pentru a departaja echipele.

### Seria II
| Poz | Echipa                        | MJ | V  | E  | Î  | GM | GP | G   | Pct | Promovare sau retrogradare       |
| --- | ----------------------------- | -- | -- | -- | -- | -- | -- | --- | --- | -------------------------------- |
| 1   | Unirea Alba Iulia (C) (P)     | 28 | 21 | 3  | 4  | 69 | 23 | +46 | 66  | Promovare în Divizia A           |
| 2   | Bihor Oradea (P)              | 28 | 18 | 4  | 6  | 51 | 22 | +29 | 58  | Calificare la baraj de promovare |
| 3   | Gaz Metan                     | 28 | 16 | 4  | 8  | 44 | 21 | +23 | 52  |                                  |
| 4   | ISCT                          | 28 | 12 | 12 | 4  | 39 | 20 | +19 | 48  |                                  |
| 5   | Olimpia Satu Mare             | 28 | 14 | 5  | 9  | 44 | 33 | +11 | 47  |                                  |
| 6   | CFR Cluj                      | 28 | 12 | 10 | 6  | 52 | 26 | +26 | 46  |                                  |
| 7   | Corvinul                      | 28 | 13 | 7  | 8  | 47 | 40 | +7  | 46  |                                  |
| 8   | Extensiv Craiova              | 28 | 12 | 7  | 9  | 37 | 34 | +3  | 43  |                                  |
| 9   | Universitatea Cluj            | 28 | 8  | 10 | 10 | 48 | 44 | +4  | 34  |                                  |
| 10  | ARO Câmpulung                 | 28 | 8  | 8  | 12 | 23 | 36 | −13 | 32  |                                  |
| 11  | CSM Reșița                    | 28 | 8  | 5  | 15 | 30 | 63 | −33 | 29  |                                  |
| 12  | Pandurii Târgu Jiu            | 28 | 7  | 7  | 14 | 23 | 37 | −14 | 28  |                                  |
| 13  | Minaur Zlatna                 | 28 | 7  | 6  | 15 | 25 | 44 | −19 | 27  |                                  |
| 14  | FC Baia Mare (R)              | 28 | 7  | 5  | 16 | 26 | 42 | −16 | 26  | Retrogradare în Divizia C        |
| 15  | Gilortul Târgu Cărbunești (R) | 28 | 0  | 1  | 27 | 3  | 76 | −73 | 1   | Retrogradare în Divizia C        |
| 16  | UM Timișoara (R)              | 0  | 0  | 0  | 0  | 0  | 0  | 0   | 0   | Retrogradare în Divizia C        |

Sursa: The Rec.Sport.Soccer Statistics Foundation
Reguli de clasare: 
1) puncte; 2) puncte în meciurile directe; 3) diferența de goluri în meciurile directe; 4) goluri marcate în meciurile directe; 5) diferența de goluri; 6) goluri marcate.
POZ = Poziția în clasament; (C) = Campioană; (R) = Retrogradată; (P) = Promovată; (E) = Eliminată; (O) = Câștigătoare de play-off; (A) = Avansează în runda următoare. 
Aplicabil doar când sezonul nu este terminat: 
(Q) = Calificare în faza competiției indicată; (TQ) = Calificare în competiție, dar încă nu în faza indicată; (RQ) = Calificată în competiția de retrogradare indicată; (DQ) = Descalificată din competiție.

Head-to-Head: rezultatele în meciurile directe sunt folosite pentru a departaja echipele.

## Golgheteri Seria 1
- Mircea Savu - Petrolul Ploiești - 18
- Dumitru Gheorghe - Gloria Buzău - 14
- Giani Gorga - FC Onești - 10
- Romică Bunică - Gloria Buzău - 9
- Bănel Nicoliță - Dacia Unirea Brăila - 9
- Bogdan Aldea - Petrolul Ploiești - 8
- Daniel Stan - Internațional Pitești - 8
- Bogdan Chiper - Politehnica Iași - 7
- Mihai Ilie - Cimentul Fieni - 5
- Cristian Dicu - Dacia Unirea Brăila - 5
- Marius Coporan - Inter Gaz București - 5

## Golgheteri Seria 2
- Ovidiu Maier - Unirea Alba Iulia - 12
- Cătălin Bozdog - Olimpia Satu Mare - 12
- Marcel Băban - Corvinul Hunedoara - 11
- Miroslav Giuchici - Unirea Alba Iulia - 10
- George Florescu - Universitatea Cluj - 9
- Cosmin Tilincă - CFR Cluj - 9
- Dan Găldean - Unirea Alba Iulia - 8
- Bogdan Vrăjitoarea - Bihor Oradea - 8
- Claudiu Boaru - Gaz Metan Mediaș - 7
- Florin Dan - CFR Cluj - 7
- Sorin Oncică - CFR Cluj - 7
- Robert Roszel - Olimpia Satu Mare - 6
- Leonard Naidin - Bihor Oradea - 6
- Adrian Anca - ISCT - 6
- Cristian Constantin - ARO Câmpulung - 6
- Gigi Gorga - CFR Cluj - 5